# Seigo Yamazawa
Pour les articles homonymes, voir Yamazawa.
 (mars 2022).
Seigo Yamazawa (山沢 静吾, Yamazawa Seigo), né le 12 janvier 1846 dans l'actuelle préfecture de Kagoshima et mort le 30 mars 1897, est un officier, lieutenant général, samouraï et baron japonais. 
Il a participé à la Guerre russo-turque de 1877-1878.

## Biographie
Seigo Yamazawa est né le 12 janvier 1846 dans l'actuelle préfecture de Kagoshima. Il est le fils aîné de Yamazawa Jūdaiyu (山沢 十太夫), un samouraï de la province de Satsuma. Dédié au domaine militaire, il a rejoint l'armée impériale japonaise. Il a les surnoms de Tetsunoshin (鉄之進) et Moriyuki ou Morichi (盛致).
Il a participé à la guerre de Boshin (un conflit entre les factions de l'empereur Meiji et du Shogunat Tokugawa), en tant que commandant du 5e peloton du 1er bataillon (1869). La même année, il était déjà dans la capitale en sa qualité de Goshinpei (御親兵, litt. protecteur/tuteur impérial honoraire). Promu au grade militaire de capitaine (1871) et libéré du service militaire, il se rend aux États-Unis pour faire des recherches sur l'élevage (1872). Rentré au Japon, il est promu au grade militaire de lieutenant-colonel en octobre 1874 et travaille au ministère de la Guerre. Il est envoyé en France en qualité de surveillant des élèves de l'école militaire.
Seigo Yamazawa a participé à la guerre russo-turque (1877-1878) en tant que représentant de l'empereur japonais dans l'armée russe en action dans la péninsule balkanique et en tant que correspondant de guerre. À sa propre demande, il est nommé commandant de peloton dans une unité militaire russe du détachement occidental. Manifesté lors de la troisième attaque de Pleven, il est décoré de l'ordre de Saint-Vladimir IV avec des épées et une bannière, ainsi que de décorations roumaines.
Il retourne au Japon ou il est promu au grade de colonel en 1880. Commandant du 3e régiment d'infanterie, du 1er régiment d'infanterie et du 1er régiment d'infanterie de la Garde impériale, il est promu au grade militaire de major-général en mai 1885. Commandant de la 3e brigade d'infanterie et de la 10e brigade d'infanterie, il est promu au grade militaire de lieutenant-général en 1895.
Il participe à la première guerre sino-japonaise (1894-1895) en tant que commandant de la 5edivision d'infanterie (pour la défense des îles principales) et de la 4e division d'infanterie. Pour sa participation à la répression de la rébellion de Satsuma et à la première guerre sino-japonaise, il a reçu le titre de baron (1895).
Après son décès en 1897, il est enterré au cimetière d'Aoyama.

## Distinctions
- Ordre du Soleil Levant (Japon) ;
- Degré de l'Ordre de Saint-Vladimir IV avec épées et arc (Russie) ;
- Médaille En mémoire de la guerre russo-turque de 1877 - 1878 (Russie) ;
- Médaille de la Croix du Danube (Roumanie).